# Tiro esportivo nos Jogos Pan-Americanos de 2023 - Pistola de ar misto por equipes
A competição da pistola de ar misto por equipes do tiro esportivo nos Jogos Pan-Americanos de 2023 foi disputada em 27 de outubro de 2023 no Polígono de Tiro, em Pudahuel. Um total de 46 atiradores de 15 Comitês Olímpicos Nacionais (CON) participaram do evento.

## Calendário
Horário local (UTC−3).
| Data          | Hora  | Fase                |
| ------------- | ----- | ------------------- |
| 27 de outubro | 9:00  | Qualificatória      |
| 27 de outubro | 13:00 | Disputa pelo bronze |
| 27 de outubro | 13:30 | Final               |

## Medalhistas
| Ouro   | MEX Andrea Ibarra e Carlos González   |
| Prata  | MEX Alejandra Zavala e Daniel Urquiza |
| Bronze | USA Lisa Emmert e Nick Mowrer         |

## Resultados

### Qualificatória
O primeiro e o segundo colocados avançam para a disputa pela medalha de ouro, enquanto o terceiro e quarto colocados avançam para a disputa pela medalha de bronze.
| Pos. | Atiradores                         | CON                                 | 1   | 2   | 3   | Total   | Notas |
| ---- | ---------------------------------- | ----------------------------------- | --- | --- | --- | ------- | ----- |
| 1    | Andrea Ibarra Carlos González      | MEX México                          | 191 | 192 | 192 | 575-22x | QO,   |
| 2    | Alejandra Zavala Daniel Urquiza    | MEX México                          | 191 | 189 | 191 | 571-14x | QO    |
| 3    | Lisa Emmert Nick Mowrer            | USA Estados Unidos                  | 190 | 192 | 189 | 571-11x | QB    |
| 4    | Cibele Breide Felipe Wu            | BRA Brasil                          | 189 | 190 | 190 | 569-13x | QB    |
| 5    | Laura Ramos Juan Manuel Fragueiro  | ARG Argentina                       | 192 | 189 | 186 | 567-20x |       |
| 6    | Yanka Vasileva Tugrul Ozer         | CAN Canadá                          | 187 | 190 | 189 | 566-14x |       |
| 7    | Alexis Lagan James Hall            | USA Estados Unidos                  | 191 | 186 | 189 | 566-14x |       |
| 8    | Laina Pérez Jorge Grau             | CUB Cuba                            | 187 | 190 | 187 | 564-16x |       |
| 9    | Kimberly Linares Albino Jiménez    | EAI Equipe de Atletas Independentes | 190 | 191 | 183 | 564-14x |       |
| 10   | Juana Rueda Juan Sebastián Rivera  | COL Colômbia                        | 188 | 186 | 189 | 563-12x |       |
| 11   | Diana Durango Fernando Pozo        | ECU Equador                         | 184 | 185 | 191 | 560-10x |       |
| 12   | Jennifer Valentín Luis Ramón López | PUR Porto Rico                      | 187 | 185 | 187 | 559-10x |       |
| 13   | Annia Becerra Marko Carrillo       | PER Peru                            | 190 | 186 | 183 | 559-9x  |       |
| 14   | Maribel Pineda Douglas Gómez       | VEN Venezuela                       | 187 | 186 | 185 | 558-16x |       |
| 15   | Andrea Pérez Yautung Cueva         | ECU Equador                         | 187 | 188 | 183 | 558-9x  |       |
| 16   | Stefany Figueroa José Castillo     | EAI Equipe de Atletas Independentes | 177 | 189 | 190 | 556-14x |       |
| 17   | Sheyla González Alejandro Delgado  | CUB Cuba                            | 186 | 181 | 189 | 556-11x |       |
| 18   | Yasna Valenzuela Ignacio Díaz      | CHI Chile                           | 188 | 183 | 183 | 554-12x |       |
| 19   | Abigail Granell Javier Medina      | PUR Porto Rico                      | 184 | 186 | 184 | 554-9x  |       |
| 20   | Milena Morales Jorge Pimentel      | ESA El Salvador                     | 185 | 186 | 183 | 554-6x  |       |
| 21   | Tessonna Alleyne Dave Seale        | BAR Barbados                        | 182 | 184 | 187 | 553-13x |       |
| 22   | Jocelyn Núñez Diego Parra          | CHI Chile                           | 181 | 186 | 180 | 547-10x |       |
| 23   | Frida Aguilar José Luis Gutiérrez  | ESA El Salvador                     | 169 | 178 | 176 | 523-5x  |       |

### Finais

#### Disputa pelo bronze
| Pos.              | Atiradores              | CON                | Total | Notas |
| ----------------- | ----------------------- | ------------------ | ----- | ----- |
| Medalha de bronze | Lisa Emmert Nick Mowrer | USA Estados Unidos | 16    |       |
| 4                 | Cibele Breide Felipe Wu | BRA Brasil         | 0     |       |

#### Disputa pelo ouro
| Pos.             | Atiradores                      | CON        | Total | Notas |
| ---------------- | ------------------------------- | ---------- | ----- | ----- |
| Medalha de ouro  | Andrea Ibarra Carlos González   | MEX México | 16    |       |
| Medalha de prata | Alejandra Zavala Daniel Urquiza | MEX México | 8     |       |